# الاتحاد المصري لكرة القدم
تأسس الاتحاد المصري لكرة القدم في عام 1921 وانضم إلى الاتحاد الدولي لكرة القدم في 1923 وانضم إلى الاتحاد الأفريقي لكرة القدم في 1957، كان أول رئيس الاتحاد المصري لكرة القدم هو جعفر والي باشا.
وفي مارس عام 2013 تعرض مبنى اتحاد الكرة إلى حريق هائل وتخريب الممتلكات العامة.

## تاريخ الاتحاد
عرفت مصر كرة القدم الحديثة مع بداية الاحتلال البريطانى عام 1882، وبعد أن شاهد شباب مصر جنود الاحتلال يلعبون الكرة داخل ثكناتهم انطلقوا من المشاهدة إلى الممارسة في شوارع القاهرة والإسكندرية ومدن القناة حيث كانت ثكنات قوات الاحتلال.

وبعد سنوات قليلة انتشرت هواية الكرة وبدأ اللاعبون يشكلون الفرق داخل كل حي، وأصبحت فرق الأحياء تتبارى فيما بينها.. وجاء عام 1895 بحدث هام في تاريخ الكرة عندما عرفت ميادين القاهرة أول فريق مصري يخرج بنشاط الكرة من عصبية الأحياء إلى الوطنية بقيادة محمد أفندي ناشد ويلعب باسم مصر مع فرق الجيش البريطاني، وكان الفريق يضم أحمد رفعت ومحمد خيري وإخوان جبريل.

ظل النشاط الكروي قاصرًا على فرق الأحياء والمدارس حتى بدأ تأسيس الأندية، وقد عرفت مصر أول مسابقة في تاريخها عندما قدمت جريدة الإمبرزيالي كأسًا باسمها لبطل المسابقة التي اشتركت فيها فرق الجاليات الأجنبية واستمرت المسابقة موسمًا واحدًا وفاز بها نادي الهوكي ببولاق (السكة الحديد) ، وفي عام 1908 اختارت اللجنة الأوليمبية الدولية أنجلو بولانكي (اليوناني الجنسية) ممثلًا لمصر في اللجنة وبدأ بولانكي في تأسيس الاتحاد المختلط للأندية الرياضية في مصر واختار مقره الإسكندرية ، وضم الاتحاد سبعة أعضاء من مختلف الجنسيات ليس بينهم مصري.

وبعد أن دانت للاتحاد كل الأنشطة الرياضية قرر أن يمد سلطانه إلى نشاط كرة القدم فنظم مسابقة عام 1913 اشترك فيها عدد من أندية الإسكندرية وبعض فرق الجاليات الأجنبية بالقاهرة وكان الفائز يحصل على ميدالية المسابقة التي رسم على أحد وجهيها الإسكندر الأكبر وعلى الوجه الآخر تاريخ المسابقة، ولكن الأندية المصرية تمردت على نشاط الاتحاد ورفضت المشاركة في مسابقاته واكتفت بالمباريات الودية فيما بينها، وكان نشاط المدارس قد انتظم في مسابقات رسمية تحت إشراف أحمد حشمت باشا وزير المعارف.

وفي عام 1916 استطاعت بعض العناصر المصرية أن تجمع فريقًا يضم معظم اللاعبين الممتازين ولعب باسم منتخب مصر مع منتخب القوات البريطانية على ملعب نادي المختلط في 5 مايو 1916 وفاز الفريق المصري 2/4.. وكان يمثله محمود مرعي لحراسة المرمى وإبراهيم عثمان ومحمد السلحدار للدفاع ومصطفى حسن وسليمان فايق ورياض شوقي للوسط وحسين فوزي وكامل عبد ربه وطه فرغل وعباس صفوت ونقولا عرقجي للهجوم.

ورأت العناصر المصرية المعارضة لنشاط الاتحاد المختلط تشكيل هيئة تعمل بعيدًا عن سلطانه، فسعت إلى تنسيق نشاطها مع فرق القوات البريطانية وفي الرابعة مساء الاثنين 11 سبتمبر 1916 عقد أول اجتماع بجريدة الإجيبشيان ميل وحضره ممثلون عن القوات البريطانية و50 مندوبًا عن أندية القاهرة والإسكندرية وبورسعيد وطنطا كما أرسلت أندية بني سويف والشرقية والمنصورة موافقة كتابية على المشروع.. واتفق الجميع على إنشاء اتحاد ينظم مسابقات الكرة في القطر المصري، وكانت أول مسابقة هي الكأس السلطانية المهداة من السلطان حسين كامل وتتنافس عليها الفرق المصرية والأجنبية.

كان لنجاح المسابقة السلطانية في سنواتها الأولى أثرًا كبيرًا في ازدهار اللعبة وانتشارها، وجاءت ثورة 1919 ضد الاحتلال البريطاني مشجعًا للعناصر الوطنية للتخلص من النفوذ الأجنبي وأخذت تسعى لتمصير نشاط الكرة وفي 14 سبتمبر 1919 وجهت أول دعوة للنظر في تمصير الكرة من طرف إبراهيم علام وحسين حجازي وذلك للاجتماع بمكتب أحمد بك لطفي المحامي بميدان الأوبرا يوم الثلاثاء 16 سبتمبر 1919 في السابعة مساء.

وما أن حل صيف 1921 حتى تكللت جهود العناصر الوطنية بالنجاح واجتمعت اللجان المختلفة لوضع النظام الأساسي للاتحاد ولوائح المسابقات.. وفي 3 ديسمبر 1921 تأسس الاتحاد المصري لكرة القدم، وتم تشكيل أول لجنة لإدارة الاتحاد وضمت جعفر والي باشا رئيسًا وفؤاد أباظة بك وكيلًا ويوسف أفندي محمد سكرتيرًا وإسماعيل أفندي سري أمينًا للصندوق، والأعضاء عباس حلمي زغلول ومحمد صبحي وإبراهيم علام ونقولا عرقجي وطاهر السرجاني وزكريا عباس ورياض شوقي وعبد الحميد محرم وعلي صادق ومحمد جاهين ومحمد إبراهيم.

وبدأت اللجنة اجتماعاتها بمقر النادي الزراعي بميدان الأوبرا ثم نقل مقر الاتحاد إلى النادي الأهلي ثم شارع المدابغ فشارع الشواربي إلى أن انتقل إلى مقره الحالى 5 شارع الجبلاية بالجزيرة.

## مجلس الإدارة
- الرئيس: هاني أبو ريدة[4]
- نائب الرئيس : خالد الدرندلي
- عضو: محمد بركات
- عضو: حازم إمام
- عضو: محمد حلمي مشهور
- عضو: دينا الرفاعي
- عضو : إيهاب الكومي
- عضو : محمد أبو الوفا
- رئيس لجنة الحكام: مارك كلاتنبورغ
- رئيس لجنة المسابقات: عامر حسين
- رئيس لجنة شؤون اللاعبين: محمود عبد السميع الشامي
- مجالس الادارة السابقين
- الاتحاد المصري لكرة القدم شهد عددًا من مجالس الإدارة على مر العقود، وتولى مسؤولية إدارة شؤون كرة القدم في مصر مجموعة من الشخصيات البارزة. فيما يلي نبذة عن بعض مجالس الإدارة السابقة:[5]

### 1.اللجنة الخماسية المؤقتة (2019-2020)
- بعد استقالة مجلس إدارة هاني أبو ريدة في 2019 عقب خروج المنتخب المصري من كأس الأمم الإفريقية، تم تعيين لجنة خماسية مؤقتة من قبل الاتحاد الدولي لكرة القدم (الفيفا) لإدارة الاتحاد.
- أعضاء اللجنة: عمرو الجنايني (رئيس)، جمال محمد علي، محمد فضل، سحر عبد الحق، وأحمد عبد الله.

### 2. مجلس إدارة الاتحاد بقيادة هاني أبو ريدة
- الفترة: 2016-2019.
- إنجازاته:
  - تأهل المنتخب المصري إلى كأس العالم 2018 في روسيا بعد غياب طويل منذ 1990.
  - كان أبو ريدة أيضًا عضوًا في الفيفا والاتحاد الأفريقي لكرة القدم (الكاف)، مما منح الاتحاد المصري مكانة دولية.

### 3. مجلس إدارة الاتحاد بقيادة جمال علام
- الفترة: 2012-2016.
- التحديات:
  - واجه الاتحاد في هذه الفترة تحديات كبيرة بسبب الظروف السياسية التي مرت بها مصر بعد ثورة 2011.
  - تراجع مستوى المنتخب في هذه الفترة ولم يتأهل لكأس الأمم الإفريقية 2012 و2013.

### 4. مجلس إدارة الاتحاد بقيادة سمير زاهر
- الفترة: تولى سمير زاهر منصب رئيس الاتحاد في فترتين (1996-1999 و2005-2011).
- إنجازاته:
  - حقق المنتخب المصري خلال فترة رئاسته إنجازات كبيرة، أهمها الفوز بكأس الأمم الإفريقية ثلاث مرات متتالية (2006، 2008، 2010).
  - تطور الدوري المصري خلال هذه الفترة بشكل كبير.

## المنتخبات الوطنية
- منتخب مصر لكرة القدم
- منتخب مصر تحت 23 سنة لكرة القدم

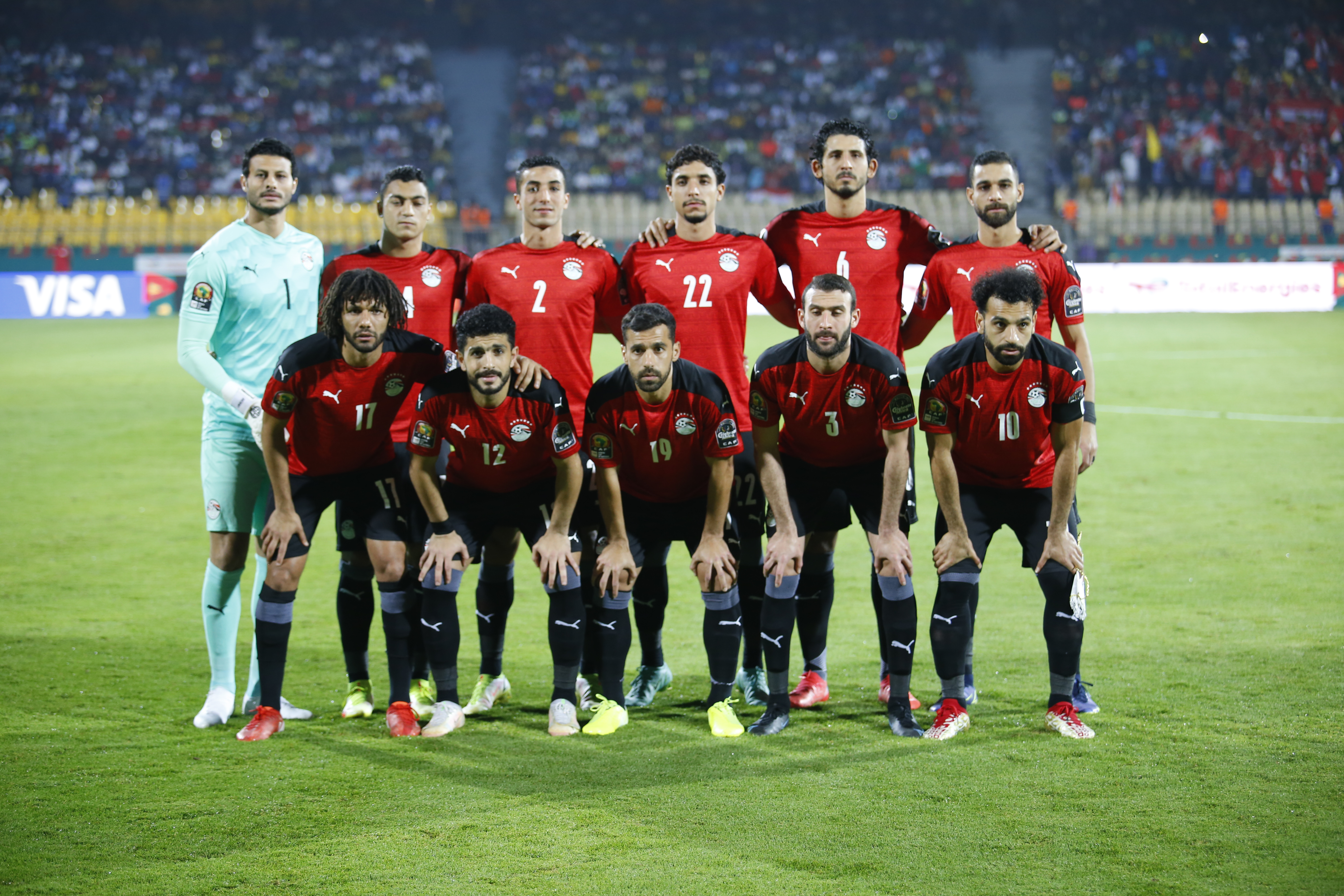
منتخب مصر لكرة القدم عام 2022

- منتخب مصر تحت 20 سنة لكرة القدم
- منتخب مصر تحت 17 سنة لكرة القدم
- منتخب مصر لكرة القدم للسيدات
- منتخب مصر تحت 20 سنة لكرة القدم للسيدات
- منتخب مصر تحت 17 سنة لكرة القدم للسيدات
- منتخب مصر لكرة القدم الشاطئية
- منتخب مصر لكرة الصالات

## الشعار

من 1958 إلى 1971
من 1971 إلى الآن

## روابط خارجية
- الموقع الرسمي